# Stribe (farvet område)
 For alternative betydninger, se Stribe. (Se også artikler, som begynder med Stribe)
Ved en stribe i denne betydning af ordet forstås et langagtigt farvet område på en kontrasterende baggrund eventuelt ført helt ud til kanten af baggrunden således at denne deles i to adskilte områder. En stribe adskiller sig fra en streg eller linje derved at en stribe i modsætning hertil har en anseelig bredde, undertiden så bred, at det ikke objektivt kan afgøres, hvad der er stribe og hvad der er baggrund. 

## Stribethed
Hvis der på en overflade er flere parallelt forløbende striber, taler man om en stribet overflade. Et særligt kunstfænomen i 1960'erne, op-art, var baseret på den flimrende optiske forvirring, der opstår, når øjet ser på en flade, der er opdelt i lige brede kontrasterende striber (typsk sort-hvide). Den ungarskfødte franske kunstner Victor Vasarely var en af hovedmændene bag denne kunstretning.

## Striber i relation til æstetik, design og mode
Striber kan bestå af påførte farvestriber, de kan bestå af et mønster af sammensatte, hver for sig ensartet farvede elementer, de kan være en del af et vævet eller broderet mønster, eller de kan være en del af overfladens naturlige udseende i rå eller bearbejdet tilstand. 
Naturmaterialer, der slibes og poleres, har tit en smuk, mere eller mindre kraftigt stribet struktur, der kan udnyttes i arkitektur, indretning og design. I forbindelse med fremstilling af vævede tekstiler har vekslende islæt af forskelligt farvede tråde fra gammel tid været brugt til at skabe striber med dekorativ effekt.      
I et bræt af naturtræ kan årernes vekslende lyse og mørke striber have en dekorativ effekt som udnyttes i naturtræsgulve, møbler af naturtræ o.l.. Det er en værdsat æstetisk virkning, der også hyppigt efterlignes i overflader af kunstmateriale, der skal ligne naturtræ.
Det er almindeligt kendt, at striber på langs optisk får det pågældende aflange stribede objekt til at se længere og smallere ud, end det er, hvorimod striber på tværs får objektet til at se bredere og kortere ud, end det er. Dette fænomen har bl.a. været udnyttet i forbindelse med modedesign.
I herremodesammenhæng har habitter af nålestribet kamgarn i mange år været ensbetydende med nobel konservativ tøjsmag.

## Stribet påklædning til bestemte ikke-æstetiske formål
En klassisk vesteuropæisk herrepyjamas er stribet. Man taler lige frem om pyjamas-stribet, og striber har være brugt i forbindelse med udformning af absolut uklædelige fangedragter til fængselsindsatte. I de nazistiske konzentrationslejre og udryddelseslejre før og under 2. Verdenskrig var fangerne iklædt stribede fangedragter og tilsvarende huer af groft stof.
Brug af striber til forskellige beklædningsgenstande og andre tekstiler kan også være bestemt af kultur og tradition.  
Eksempelvis kan slips dekoreret med farvede striber i en skrå vinkel på 45% i forhold til slipsets længderetning være en slags uniformskode, der signalerer en bestemt kostskole, et bestemt firma eller lignede. 
I militæruniformer bruges striber på ærmer og skulderstropper (ofte gyldne eller sølvfarvede) som officersdistinktioner til at signalere rangorden.

## Stribede dyr og vækster
Hos dyrene kan pelsen eller huden være mere eller mindre stribet. Mest kendt er zebraens og tigerens striber, men også andre dyr har naturlige striber, såsom tigerhajen, visse slanger og mange andre dyrearter. Hos visse plantearter er bladende stribede.

## Meteorologiske striber
På himmelen kan der under visse meteorologiske forhold dannes skystriber højt oppe i atmosfæren, og højtflyvende jetfly trækker tynde skystriber efter sig.

## Magnetstriber
På moderne betalingskort af plastic findes som fast standard en maskinlæsbar sortfarvet magnetstribe, der bruges til identitetskontrol, enten ved direkte betaling eller ved hævning af penge i en pengeautomat (internationel kendt som en en:ATM, dvs. Automated Teller Machine). Når kortet er indlæst maskinelt, indtastes en hemmelig 4-cifret nummerkode, og kan koden genkendes af maskinen, gennemføres den ønskede transaktion normalt.